# Jōten-ji
Le Jōten-ji (承天寺) est un temple bouddhiste Rinzai situé à Hakata-ku, préfecture de Fukuoka au Japon. Son préfixe sangō honoraire est Banshōsan (萬松山). le temple est fondé par Enni Ben’en avec le soutien de Xie Guo Ming, un commerçant chinois, et la construction s'achève en 1242.

## Le monument en pierre marquant la création duudonet dusoba

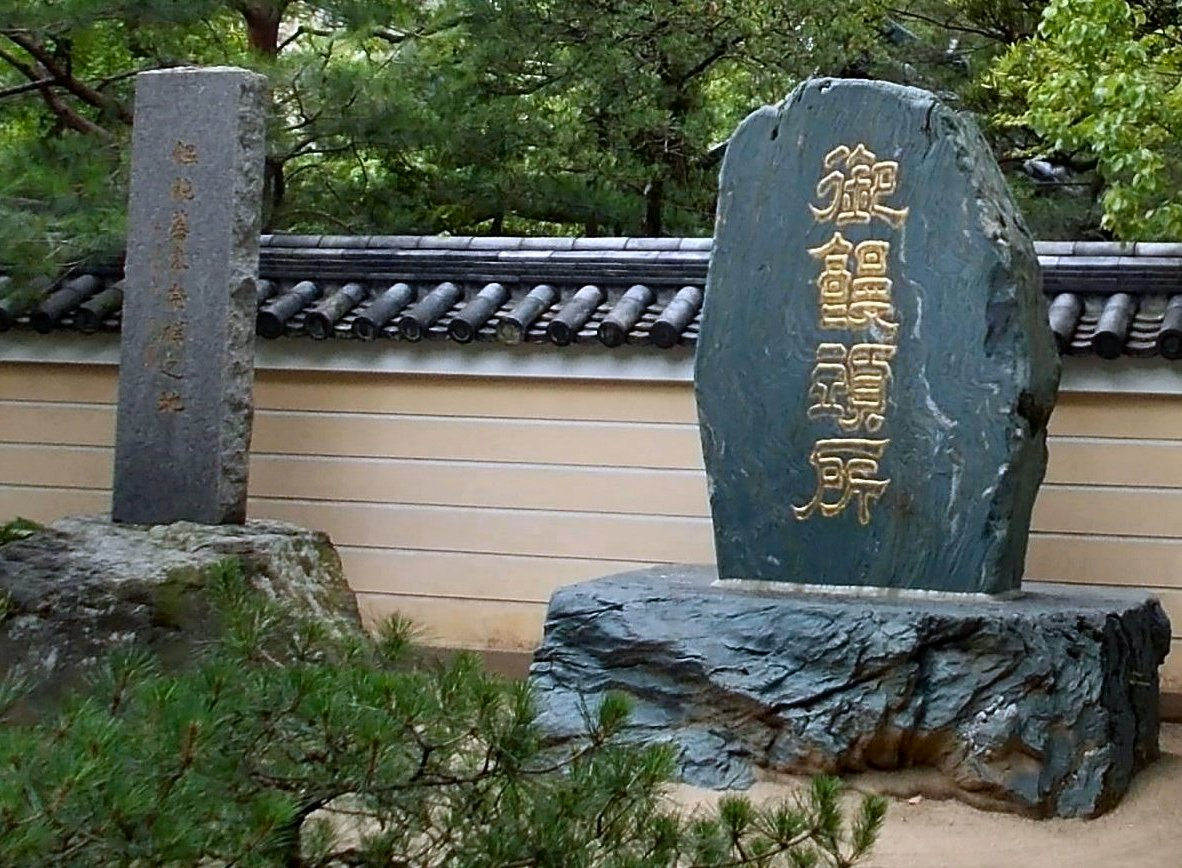
Le monument en pierre marquant la création du udon et du soba

Enni-Ben'en, le prêtre fondateur du temple, se rend en Chine en 1235, où il acquiert le Bouddhisme Zen avec de grandes difficultés et rentre au Japon en 1241. Il ramène de Chine au Japon une grande variété de savoirs outre les enseignements du Bouddhisme. Parmi celles-ci, les méthodes de production du udon, du soba, du yōkan et du manjū sont particulièrement réputées.

## Le Porte de Hakata Sennen

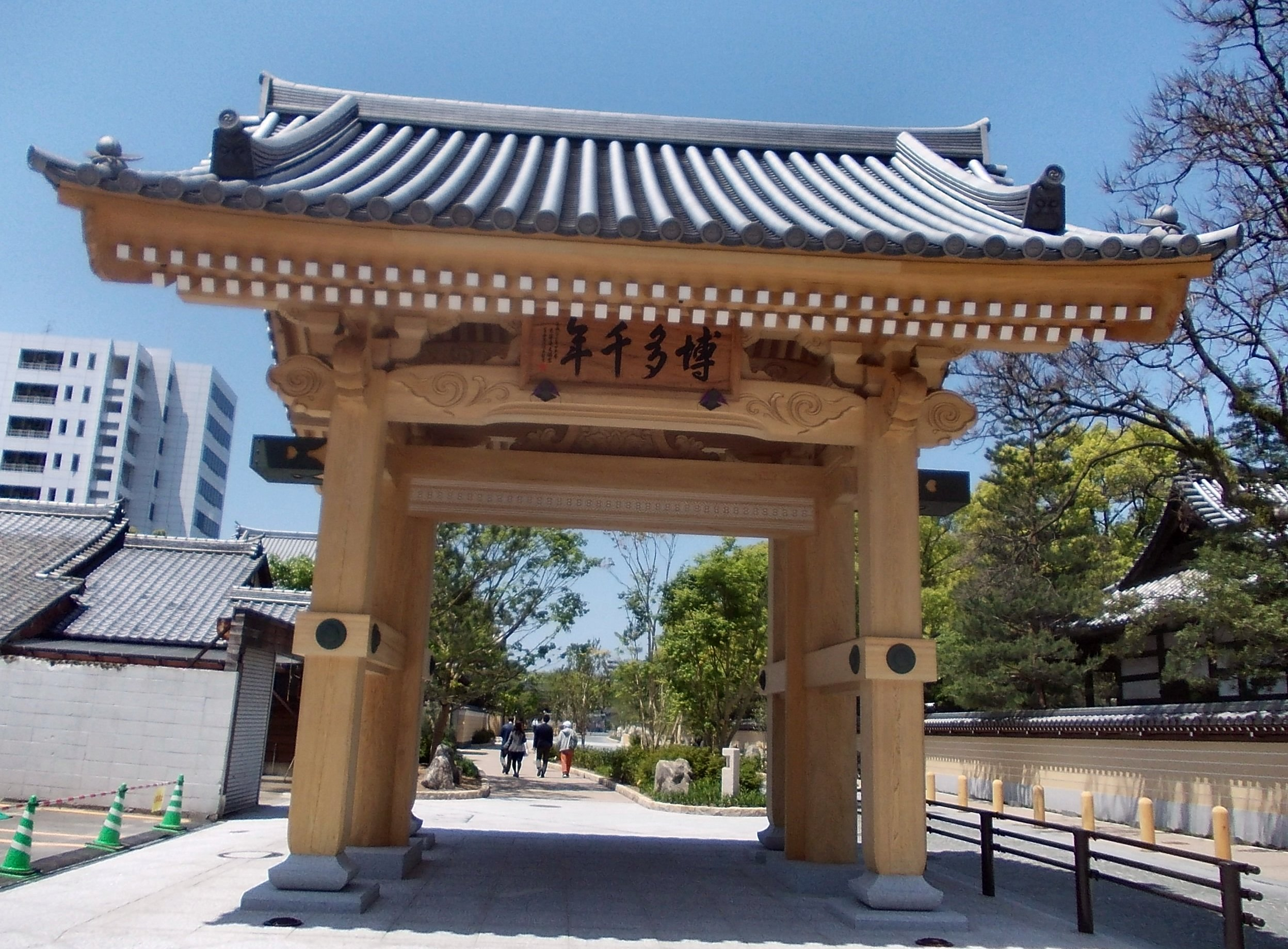
Le Porte de Hakata Sennen

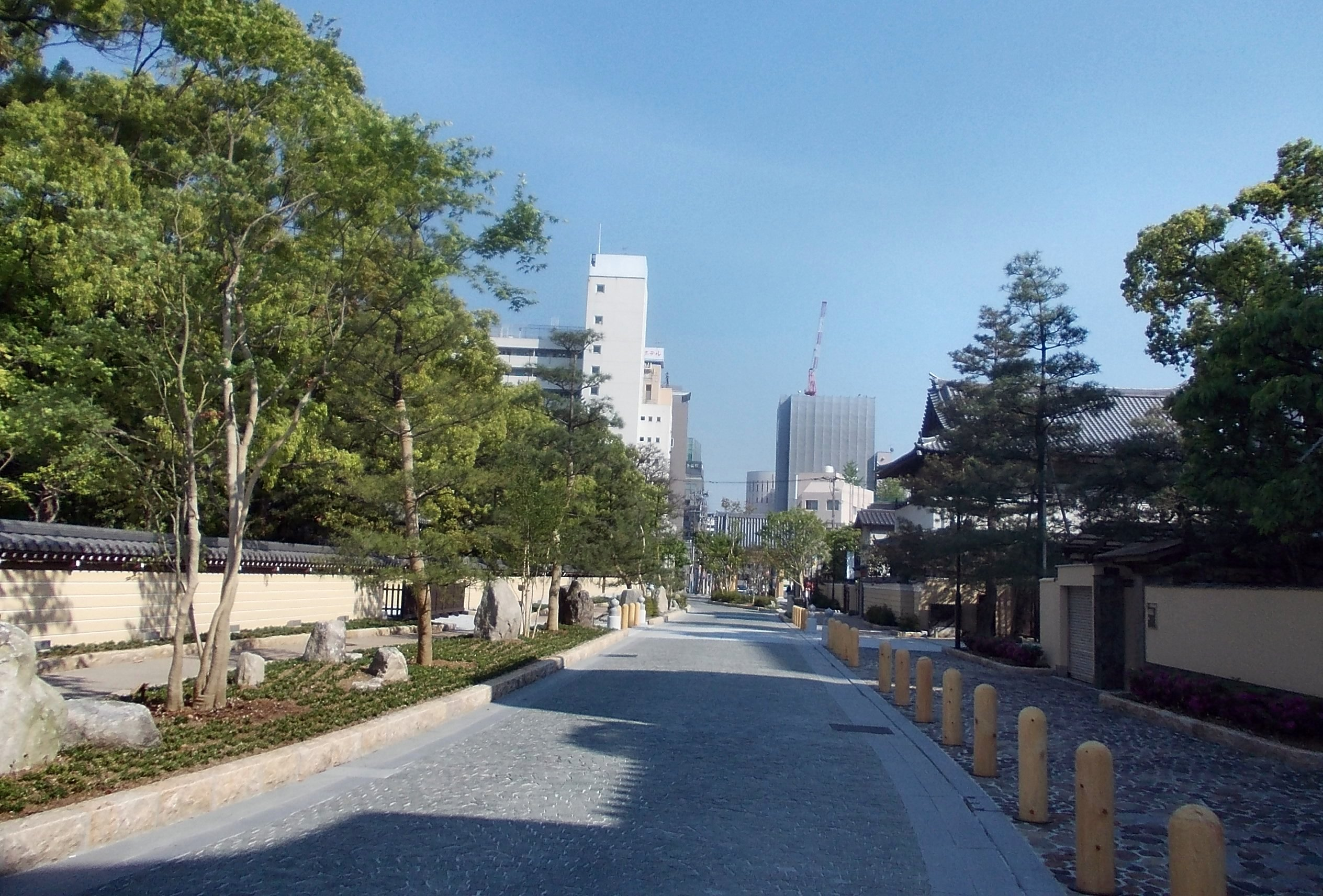
L'avenue Jōtenji-dori

Le Porte de Hakata Sennen (Hakata-sennen-no-mon (博多千年門)), le nouveau symbole de la région de Hakata, a été achevée à l'entrée de l'avenue Jōtenji-dori le 28 mars 2014. C'est une couverture de tuiles en bois porte à quatre jambes, et a été modélisé comme Tsuji-no-dōkuchi-mon (辻堂口門), la passerelle de Hakata qui apparaît dans les documents anciens. La Hauteur et la longueur sont environ 8 mètres à la fois. Il a été nommé dans l'espoir de la prospérité de mille ans dans l'avenir de la ville de Hakata. Environ 150 mètres qui est pris en sandwich dans l'enceinte du temple de la rue, il est placé érable, pin, et une pierre naturelle, et il ressemble à un jardin japonais.